# Notranja delta
Notranja delta je posebna rečna delta, ko reka preide skozi depresijo ali dolino ali konča v kotlini, iz katere ne izteka noben vodotok.

## Notranja delta z lastnim odtokom
Na notranjo delto z odtekanjem vpliva vodotok. Ker ima zemljišče na območju zelo majhen naklon ali ga sploh ni, se voda pogosto razdeli na več manjših potokov, mrtvic, da bi se na najnižji točki vsi združili in se zadržali, dokler raven zbrane vode ne doseže najnižje točke izstopa iz nižine. Nato v nadaljevanju spet teče. Tako se oblikujejo vlažna območja z rednimi poplavami ali občasno nastane jezero.
Notranje delte s poplavnimi ravnicami in lastnim odtokom so:
- Laba pri Wittenbergu (Nemčija, Evropa) [1]
- Niger v poplavni ravnici Masina (Mali, Afrika)
(reka Niger na koncu svojega toka ustvari rečno delto)[2]
- Ob v Zahodnosibirski nižini v Sibiriji (Rusija, Azija)
(Ob na koncu svojega toka ustvari delto, a tudi estuarij)

## Notranja delta z drugim odtokom
Tip delte, kjer se reka ob vstopu na poplavno ravnico razdeli v različne rokave in se na koncu vsi rokavi združijo v drugi, večji reki.
Taka delta reke je Rio Purus, ki teče v Amazonko v Braziliji, Južna Amerika.

## Kotlina, notranja delta brez odtoka
Ta vrsta delte se ustvari, ko tok teče v kotlino ali depresijo in je običajno razdeljen v več krakov razliva do najnižje točke kotline brez odtoka, voda delno izhlapi ali delno ponikne. V takih oblikah reliefa, ko je nadmorska višina terena nad morsko gladino nižja od nadmorske višine okolice, se zbira voda iz enega ali več potokov in rek. Na tropskih območjih z deževnimi obdobji se na takih krajih ustvarjajo vlažna območja z rednim poplavljanjem. Zgodi se, da v takih bazenih nastanejo mokrišča in/ali ciklično ali trajno oblikovano jezero.
Nekatere kotline notranjih delt so:
- Amu Darja vteka v Aralsko jezero (iz katerega ne izteka noben vodotok) (Uzbekistan, Azija)
- Ili vteka v Balhaško jezero (iz katerega ne izteka noben vodotok) (Kazahstan, Azija)
- Murgab se izgubi v puščavi Karakum (Turkmenistan, Azija)
- Okavango se konča v delti Okavango (Bocvana, Afrika) [3]
- Sir Darja vteka v Aralsko jezero (Kazahstan, Azija)
- Tarim vteka v endoreično kotlino Tarim (Kitajska)[4]

## Depresija, notranja delta brez odtoka
Pri taki delti se tok razdeli na več krakov, ki nato vodijo do najnižje točke depresije brez odtekanja, kjer voda izhlapi ali ponikne. Pri tej obliki reliefa, ko je kotlina pod nivojem morske gladine in je poleg tega nižja kot okolica, se potok, reka ali več rek zberejo in ustvarijo predvsem v tropskih območjih z deževno dobo vlažna območja z rednimi poplavami. Poleg tega v teh depresijah lahko nastanejo mokrišča in/ali ciklično ali trajno jezero.
Depresiji brez odtekanja sta:
- Jordan vteka v Mrtvo morje (Jordanija, Azija)
- Volga (ima rečno delto, veliko okoli 18.000 km²) vteka v Kaspijsko jezero (Rusija, Azija)